# Lingua karata
Il karata è una delle lingue caucasiche che fa parte del gruppo delle lingue avaro-andi, della famiglia delle caucasiche nordorientali.
Il karata è parlato nella Repubblica del Daghestan, da circa 5.000 persone. La lingua non possiede un sistema di scrittura. I locutori utilizzano anche la lingua russa e sono bilingui con l'avaro.
La lingua conta due dialetti principali: il karata propriamente detto e il tokint.